# (2866) Hardy
(2866) Hardy est un astéroïde de la ceinture principale.

## Description
(2866) Hardy est un astéroïde de la ceinture principale. Il fut découvert par Sylvain Arend le 7 octobre 1961 à Uccle. Il présente une orbite caractérisée par un demi-grand axe de 2,908 UA, une excentricité de 0,2056 et une inclinaison de 8,222° par rapport à l'écliptique.
Il fut nommé en hommage à l'acteur américain Oliver Hardy, connu sous son nom de scène Hardy. Il forma avec Stan Laurel, le duo comique Laurel et Hardy.

## Compléments